# Последняя покупка Дамбрана
«Последняя покупка Дамбрана» — рассказ Эвалда Вилкса.

## Сюжет
Престарелый латышский крестьянин Петер Дамбран, который работает в колхозе конюхом, однажды ночью, в пургу, выводит из загона свою самую любимую лошадь Салниса, всю свою жизнь помогавшую хозяину сводить концы с концами, и приводит её на опушку леса. Здесь Дамбран выстрелом из ружья убивает Салниса. Незадолго до этих событий приезжала комиссия, проверяла лошадей и признала Салниса негодным для работы, после чего он был продан в качестве пищи для чёрно-бурых лисиц, которых выращивали на звероферме. Дамбран попытался выкупить лошадь у председателя колхоза, предлагая даже большую цену, однако председатель отказал, сославшись на то, что не имеет права. На утро, после той ночи, Кристина обнаружила спящего на своей кровати в одежде Дамбрана, который, как выяснилось немного позже, был мёртв. А на столе лежали деньги и записка: «Это за Салниса. Я его всё-таки выкупаю».

## Герои
- Петер Дамбран — крестьянин, конюх в колхозе
- Салнис — любимая лошадь Дамбрана
- Кристина — сестра Дамбрана, живёт с ним и ведёт общее хозяйство
- Себрис — председатель колхоза

## Художественные особенности

### Умерщвление Салниса: Дамбран и Себрис
Главный герой рассказа Дамбран вовсе не является каким-то злоумышленником и злым человеком — он добросовестный, честный труженик. Дамбран чувствует, как вместе с конём уходит и его собственная жизнь, он чувствует всепоглощающее горе. Таким образом, Дамбран заходит в тупик и совершает именно тот поступок, который он не мог не совершить, ибо другого пути он не видел. Председатель же колхоза Себрис, в свою очередь, не понимает Дамбрана и в череде должностных забот ему нет никакого дела до Дамбрана и его внутренних переживаний. Конфликт двух героев сводится к столкновению сугубо утилитарного практицизма и хрупкого человеческого сердца. А сам рассказ в определённый момент уходит от реальности — за пределы жизненной правды и возвращается к читателю уже на более высоком нравственном уровне, дабы убедительней утвердить истинные и неизменные ценности.